# Mont d'Or, Schweiz
Mont d'Or är en bergstopp i Schweiz. Den ligger i distriktet Aigle och kantonen Vaud, i den sydvästra delen av landet, 70 km söder om huvudstaden Bern. Toppen på Mont d'Or är 2 174 meter över havet.